# Fred Sinowatz
Fred Sinowatz (5 de fevereiro de 1929 — 11 de agosto de 2008) foi um Chanceler da Áustria. Associado ao partido democrata de seu país. Ocupou o cargo de chanceler de 1983 a 1986.

## Chancelaria
O SPÖ detinha a maioria absoluta no Conselho Nacional desde 1970. No entanto, nas eleições de 1983, ganhou 90 assentos, dois aquém da maioria. Kreisky renunciou ao cargo de chanceler e Sinowatz o sucedeu relutantemente. Ele liderou uma coalizão, ainda iniciada por Bruno Kreisky, com o Partido da Liberdade (FPÖ), que era então dirigido por liberais sob o vice-chanceler Norbert Steger. No outono de 1983, Sinowatz também sucedeu Kreisky como presidente do SPÖ.
No final de 1984, sua coalizão vermelho-azul teve que enfrentar a grave crise interna da Ocupação do Hainburger Au por milhares de pessoas que protestavam contra a construção de uma usina na planície de inundação do Danúbio, com confrontos violentos entre a polícia e os manifestantes. Sinowatz conseguiu acalmar os dois lados, interrompendo a limpeza da floresta e anunciando uma "Paz de Natal" em 22 de dezembro de 1984, após considerável pressão do público.
Apesar disso, seu mandato geralmente não é considerado bem-sucedido. Foi ofuscado pelo escândalo do vinho dietilenoglicol de 1985, um escândalo de construção e um caso de suborno sobre o novo Hospital Geral de Viena e, em particular, a crise de dívidas crescentes da indústria nacionalizada, sobretudo o conglomerado siderúrgico VÖEST-Alpine com sede em Linz. Perto do fim de seu mandato, Sinowatz também ficou sob pressão depois que o ministro da Defesa Friedhelm Frischenschlager de seu parceiro de coalizão, o Partido da Liberdade, recebeu oficialmente o ex- Sturmbannführer Walter Reder, um criminoso de guerra condenado que estava preso na Itália desde a Segunda Guerra Mundial, ao retornar à Áustria.
Como a atitude contemplativa de Sinowatz não era muito típica dos políticos, muitas vezes ele ganhava sorrisos lamentáveis, por exemplo, por sua citação de declaração do governo de 1983 Ich weiß schon, (...) das ist alles sehr kompliziert so wie diese Welt, in der wir leben und handeln... ("Eu sei bem, (...) tudo isso é muito complicado como este mundo em que vivemos e agimos..."), geralmente traduzido como Es ist alles sehr kompliziert ("Tudo é muito complicado").

## Caso Waldheim
Durante uma reunião do comitê diretor do Burgenland SPÖ antes da eleição presidencial de 1986, de acordo com uma prestação posterior do membro do conselho Ottilie Matysek, o chanceler Sinowatz insinuou que seria preciso apontar aos austríacos que o candidato do conservador Partido Popular Austríaco (ÖVP), o ex-secretário-geral da ONU Kurt Waldheim, teve um passado "pardo" (ou seja, nazista). Por uma indiscrição, essa observação foi repassada ao perfil da revista semanal, que passou a investigar o assunto e desencadeou o debate Waldheim.
Durante a campanha presidencial, Sinowatz se opôs fortemente a Waldheim. Quando Waldheim assegurou que ele não tinha sido um membro do Corpo Equestre Sturmabteilung (SA), mas apenas se juntou a seus membros em cavalgadas ocasionalmente, Sinowatz rebateu: "Assim, notamos que Kurt Waldheim nunca foi membro da SA, mas apenas seu cavalo."
Após a eleição de Waldheim no segundo turno, Sinowatz renunciou e passou seu cargo de chanceler para o ministro das Finanças Franz Vranitzky, que também o sucedeu como presidente do SPÖ em 1988. Ao mesmo tempo, Sinowatz também renunciou ao cargo de deputado do Conselho Nacional Austríaco.